# О’Коннор, Фергюс
Фергюс Эдуард О’Коннор (англ. Feargus Edward О'Connor, 18 июля 1796, Коннорвилл, Ирландия — 30 августа 1855, Лондон) — ирландский адвокат, один из лидеров чартистов и их Большого северного союза.

## Биография
О’Коннор происходил из Ирландии. С 1820-х годов он участвовал в ирландском национально-освободительном движении. С начала деятельности католической лиги О’Koннор принимал участие в её мероприятиях, но после неудачных попыток встать во главе данного движения уехал в Англию.
В 1837 году, когда зарождалось чартистское движение, выдвинувшее программу реформ системы представительства, ирландец основал газету «Северная звезда» (англ. Northern Star) и довольно быстро стал одним из лидеров чартистского Большого северного союза. На конвенте чартистов, произошедшем в 1839 году, О’Коннор в противовес Уильяму Ловетту отстаивал революционные методы борьбы за «Народную хартию».
Дважды — в 1840 и 1843 годах — он был судим и отбывал наказание в тюрьме. В 1843 году Фергюс О’Коннор стал членом Исполнительного комитета Национальной чартистской ассоциации. В 1845 году им было основано Земельное общество. В 1847 году О’Kоннор стал первым представителем пролетариата в английском парламенте. Во время подготовки выступления чартистов в апреле 1848 года он проявил неуверенность, призвав к отказу от борьбы.
В 1853 году Фергюс О’Коннор был признан душевнобольным и помещён в клинику. Умер лидер чартистов в королевстве Великобритания в 1855 году в возрасте 59 лет.